# Castillo Puig del Castillot
El Castillo Puig del Castillot o castillo de Font-rubí es un castillo en ruinas, si bien todavía quedan unos muros y una torre redonda que corre peligro de desaparecer, si no se actúa a tiempo para conservar este patrimonio casteller. Desde la zona superior de la colina se adivina lo que fue el cerco del castillo, alineado al acantilado.

## Ubicación
El castillo de Fontrubí está situado en una colina del Castellot que se desprende de la sierra de la Seta a una altitud de 795 metros, en una situación privilegiada por la gran panorámica que hay de toda la plana del Panadés, lo que explica el su valor estratégico.
La sierra de la Seta se convierte en un contrafuerte de la sierra de Ancosa, una de las principales cordilleras que conforman la Cordillera Prelitoral, y en ella se edificaron los diversos castillos defensivos que formaron la marca castellera Panadés a finales del siglo X. De entre los cuales cabe destacar los próximos de Pontons, Torrellas de Foix, Sarroca y Mediona.

## Historia del conjunto
Los primeros documentos conocidos que hablan de este castillo datan del 983 con el nombre de Fonte Rubea. Tres años después el rey franco Lotario, al confirmar las posesiones del monasterio de Sant Cugat del Vallés, aludía al alodio que Ansulf dio al monasterio dentro del término de castro Fonterubeo. Posteriormente, bajo el nombre de Font Rubí aparece en documentos que hacen referencia a la repoblación hecha en terrenos de Santa Oliva (1041).
Entre el 1078 y el 1082, Ramón Berenguer II convino con Bernat Guillem de Queralt encomendar a Rainardus el Castello de Fonte Rubea, lo que confirma que el castillo dependía del conde barcelonés y no del monasterio de Sant Cugat. El 1121 Berenguer de Queralt juró fidelidad a Ramón Berenguer III por el castillo de Fonte Rubia.
El castillo perteneció a Guillem de Bell-lloc (1172), y Arbert de Mediona lo compró el año 1303. En 1358, Alamanda, viuda de Ferrer de Vilafranca. satisfacía una contribución por 106 fuegos que había al término del Castri Fontrubí. Entonces constaba que era un castillo real. El rey Juan II vendió este castillo el 17 de marzo de 1391, con sus términos, a Pedro de Febrero. Las noticias sobre este castillo acaban prácticamente en este siglo XIV, si bien hacia el año 1600 consta que el poseía don Miguel Torrelles y Doña Codma. La última noticia del castillo data del 1847 cuando Madoz, en su Diccionario, describe Font-rubí haciendo referencia a la residencia de una junta carlista (1838 al 1840) en la casa llamada Fàbraga sobre la que comenta la existencia de un castillo en ruinas "del tiempo de los árabes y fortificado por los franceses en la guerra de la Independencia".
Este castillo tenía un papel más allá de una simple fortificación defensiva, se convirtió en uno de los principales ejes de recaptación de tributos de los agricultores, que muchas veces se pagaba en forma de vino.